# Connecticut (reka)
Connecticut River je najdaljša reka v Novi Angliji (ZDA).
640 km dolga reka izvira pri Connecticut Lakes v severnem New Hampshiru, nato pa teče po ozemlju Vermonta, Massachusettsa in Connecticut; v tej ameriški zvezni državi se nato pri naselju Fenwick izlije v Long Island Sound. Njeno porečje zajema 29.138 km².